# Laag Boskoop (polder)
Laag Boskoop is een polder en een voormalig waterschap in de Nederlandse provincie Zuid-Holland, in de gemeente Alphen aan den Rijn (voorheen Boskoop en Hazerswoude). De polder wordt voor het eerst vermeld in 1486 toen er een molen werd geplaatst.
Het waterschap was verantwoordelijk voor de vervening, drooglegging en de waterhuishouding in het gebied.